# Kochertal Abtsgmünd-Gaildorf und Rottal
Das FFH-Gebiet Kochertal Abtsgmünd-Gaildorf und Rottal ist ein im Jahr 2015 durch das Regierungspräsidium Stuttgart nach der Richtlinie 92/43/EWG (Fauna-Flora-Habitat-Richtlinie) angemeldetes Schutzgebiet (Schutzgebietskennung DE-7024-341) im deutschen Bundesland Baden-Württemberg. Mit Verordnung des Regierungspräsidiums Stuttgart zur Festlegung der Gebiete von gemeinschaftlicher Bedeutung vom 30. Oktober 2018  (in Kraft getreten am 11. Januar 2019) wurde das Schutzgebiet festgelegt.

## Lage
Das rund 1091 Hektar große FFH-Gebiet gehört zu den Naturräumen 108-Schwäbisch-Fränkische Waldberge und 127-Hohenloher-Haller Ebene innerhalb der naturräumlichen Haupteinheiten 10-Schwäbisches Keuper-Lias-Land und 12 Neckar- und Tauber-Gäuplatten. Es liegt zwischen Abtsgmünd und Wüstenrot und erstreckt sich über die Markungen von 12 Städten und Gemeinden im Landkreis Schwäbisch Hall, im Ostalbkreis, im Rems-Murr-Kreis und im Landkreis Heilbronn:
- Fichtenberg: 43,6259 ha = 4 %
- Gaildorf: 588,9505 ha = 54 %
- Mainhardt: 32,7194 ha = 3 %
- Oberrot: 32,7194 ha = 3 %
- Rosengarten: 10,9064 ha = 1 %
- Schwäbisch Hall: 10,9064 ha = 1 %
- Sulzbach-Laufen: 130,8778 ha = 12 %
- Abtsgmünd: 76,3454 ha = 7 %
- Gschwend: 87,2519 ha = 8 %
- Obergröningen: 10,9064 ha = 1 %
- Großerlach: 32,7194 ha = 3 %
- Wüstenrot: 10,9064 ha = 1 %

## Beschreibung und Schutzzweck
Es handelt sich um das Kochertal mit Seitentälern von Abtsgmünd bis Rosengarten sowie um das komplette Gewässersystem der Fichtenberger Rot, um artenreiche Wiesen am Keuperstufenrand und um Auwälder am Kocher.

### Lebensraumtypen
Gemäß Anlage 1 der Verordnung des Regierungspräsidiums Stuttgart zur Festlegung der Gebiete von gemeinschaftlicher Bedeutung (FFH-Verordnung) vom 30. Oktober 2018 kommen folgende Lebensraumtypen nach Anhang I der FFH-Richtlinie im Gebiet vor:
| EU Code | Lebensraumtyp (offizielle Bezeichnung)                                                                          | Kurzbezeichnung                              | Hektar |
| ------- | --- | -------------------------------------------- | ------ |
| 3150    | Natürliche eutrophe Seen mit einer Vegetation vom Typ Magnopotamion oder Hydrocharition                         | Natürliche nährstoffreiche Seen              | 0,44   |
| 3260    | Flüsse der planaren bis montanen Stufe mit Vegetation des Ranunculion fluitantis und des Callitricho-Batrachion | Fließgewässer mit flutender Wasservegetation | 16,67  |
| 5130    | Formationen von Juniperus communis auf Kalkheiden und -rasen                                                    | Wacholderheiden                              | 0,47   |
| 6210    | Naturnahe Kalk-Trockenrasen und deren Verbuschungsstadien (Festuco-Brometalia)                                  | Kalk-Magerrasen                              | 0,83   |
| 6230    | Artenreiche montane Borstgrasrasen (und submontan auf dem europäischen Festland) auf Silikatböden               | Artenreiche Borstgrasrasen                   | 0,01   |
| 6410    | Pfeifengraswiesen auf kalkreichem Boden, torfigen und tonig-schluffigen Böden (Molinion caeruleae)              | Pfeifengraswiesen                            | 0,73   |
| 6430    | Feuchte Hochstaudenfluren der planaren und montanen bis alpinen Stufe                                           | Feuchte Hochstaudenfluren                    | 0,58   |
| 6510    | Magere Flachland-Mähwiesen (Alopecurus pratensis, Sanguisorba officinalis)                                      | Magere Flachland-Mähwiesen                   | 143,24 |
| 7220    | Kalktuffquellen (Cratoneurion)                                                                                  | Kalktuffquellen                              | 0,16   |
| 8220    | Silikatfelsen mit Felsspaltenvegetation                                                                         | Silikatfelsen mit Felsspaltenvegetation      | 0,03   |
| 9180    | Schlucht- und Hangmischwälder Tilio-Acerion                                                                     | Schlucht- und Hangmischwälder                | 3,34   |
| 91E0    | Auenwälder mit Alnus glutinosa und Fraxinus excelsior (Alno-Padion, Alnion incanae, Salicion albae)             | Auenwälder mit Erle, Esche, Weide            | 74,80  |

### Arteninventar
Folgende Arten von gemeinschaftlichem Interesse sind für das Gebiet gemeldet:
| Bild                               | EU Code | * | Art                                 | wissenschaftlicher Name     | Artengruppe           |
| ---------------------------------- | ------- | - | ----------------------------------- | --------------------------- | --------------------- |
| Biber                              | 1337    |   | Biber                               | Castor fiber                | Sonstige Säugetiere   |
| Gelbbauchunke                      | 1193    |   | Gelbbauchunke                       | Bombina variegata           | Amphibien             |
| Kammmolch                          | 1166    |   | Kammmolche                          | Triturus cristatus          | Amphibien, Reptilien  |
| Groppe                             | 1163    |   | Groppe                              | Cottus gobio                | Fische und Rundmäuler |
| Bachneunauge                       | 1096    |   | Bachneunauge                        | Lampetra planeri            | Fische und Rundmäuler |
| Strömer                            | 1131    |   | Strömer                             | Leuciscus souffia agassizi  | Fische und Rundmäuler |
| Bitterling                         | 1134    |   | Bitterling                          | Rhodeus amarus              | Fische und Rundmäuler |
| Steinkrebs                         | 1093    |   | Steinkrebs                          | Austropotamobius torrentium | Sonstige Wirbellose   |
| Grüne Flussjungfer                 | 1061    |   | Dunkler Wiesenknopf-Ameisenbläuling | Maculinea nausithous        | Schmetterlinge        |
| Heller Wiesenknopf-Ameisenbläuling | 1059    |   | Heller Wiesenknopf-Ameisenbläuling  | Maculinea teleius           | Schmetterlinge        |
| Grüne Flussjungfer                 | 1037    |   | Grüne Flussjungfer                  | Ophiogomphus cecilia        | Libellen              |
| Grünes Koboldmoos                  | 1386    |   | Grünes Koboldmoos                   | Buxbaumia viridis           | Moose                 |

### Zusammenhängende Schutzgebiete
Das FFH-Gebiet besteht aus zahlreichen Teilgebieten. Es ist in Teilbereichen deckungsgleich mit mehreren Landschaftsschutzgebieten und liegt vollständig im Naturpark Schwäbisch-Fränkischer Wald. Innerhalb des FFH-Gebiets liegen die Naturschutzgebiete
- 1102 Schlucht des Großen Wimbachs und
- 1178 Wiesen im Rot- und Dachsbachtal bei Finsterrot.